# Rasbora aprotaenia
Rasbora aprotaenia är en fiskart som beskrevs av Hubbs och Brittan, 1954. Rasbora aprotaenia ingår i släktet Rasbora och familjen karpfiskar. Inga underarter finns listade i Catalogue of Life.